# Халидов, Гамзатгаджи Ахмадулаевич

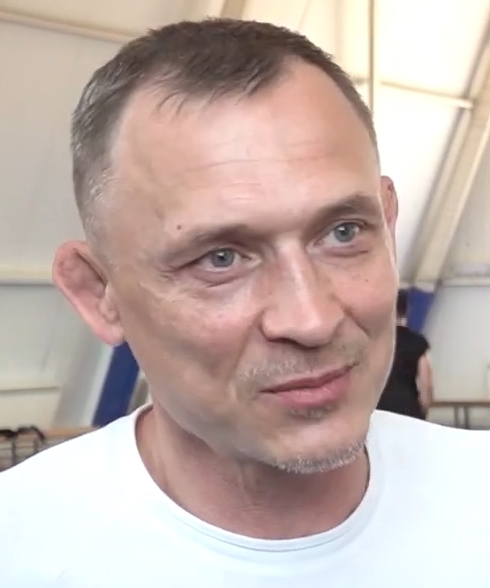
Тренер Константин Гулевский (июнь 2021)

Гамзатгаджи Ахмадулаевич Халидов (род. 18 января 1999, Шодрода, Дагестан) — российский и венгерский борец вольного стиля.

## Карьера
Родился и вырос в селении Шодрода Ботлихского района, учился и воспитывался в селе Новокаякент Каякентского района. Является воспитанником каякентской РДЮСШ, где его первым тренером был Шахбанов Абдулджалил Шахбанович. Выпускник хасавюртовского УОР, где занимался под руководством тренера Магомеда Гусейнова. Ныне тренируется тренируется в каякентской детской спортивной школе, где его тренер Магомед Магомедов и в сборной Венгрии тренирует его Константин Гулевский. В марте 2016 года на первенстве СКФО среди юношей, стал бронзовым призёром. В феврале 2019 года завоевал бронзовую медаль на Кубке Тахти в Иране. В августе 2019 года выступал на юниорском чемпионате Европы в Таллине, где стал бронзовым призёром. В сентябре 2020 года, одержав четыре победы, стал чемпионом Венгрии. В феврале 2022 года на чемпионате Венгрии в Будапеште дошёл до финала, но из-за травмы вынужден был сняться с решающей схватки.

## Личная жизнь
Отец по национальности — аварец, мать — кумычка.

## Результаты
- Чемпионат Европы по борьбе U23 2019 — 13;
- Чемпионат Европы по борьбе среди юниоров 2019 — ;
- Чемпионат мира по борьбе среди юниоров 2019 — 15;
- Чемпионат мира по борьбе U23 2019 — 15;
- Чемпионат Венгрии по борьбе 2020 —
- Индивидуальный кубок мира по борьбе 2020 — 8;
- Чемпионат мира по борьбе 2021 — 24;
- Чемпионат Венгрии по борьбе 2022 —